# Metal Circus
Metal Circus es un EP de la banda de punk rock estadounidense Hüsker Dü, lanzado en 1983. Siendo una de sus primeras producciones, está directamente relacionado con su estilo hardcore punk.
El horrible asesinato que se narra en la canción "Diane"  hace referencia al asesinato de la camarera de West St. Paul, Diane Edwards cometido por Joseph Ture en 1980. La canción ha sido versionada por la banda irlandesa Therapy? en 1995 y por Superdrag en 1998.

## Lista de canciones

### Cara A
1. "Real World" (Mould) – 2:27
2. "Deadly Skies" (Mould) – 1:50
3. "It's Not Funny Anymore" (Hart) – 2:12
4. "First of the Last Calls" (Mould) – 2:48

### Cara B
1. "Lifeline" (Mould) – 2:19
2. "Diane" (Hart) – 4:42
3. "Out on a Limb" (Mould) – 2:39

## Personal
- Grant Hart: voz, batería
- Bob Mould: guitarra, voz
- Greg Norton: bajo
- Spot: producción e ingeniería de sonido
- Hüsker Dü: Producción